# Garyounis (Schiff)
Die Garyounis war ein 1973 als Mashu in Dienst gestelltes Fährschiff der libyschen Staatsreederei General National Maritime Transport Company. Sie stand unter diesem Namen von 1978 bis 2000 im Liniendienst und als Pilgerschiff im Einsatz. Anschließend war die Fähre mehrere Jahre lang aufgelegt, ehe sie 2004 als Dubai Coast 1 zum Abbruch ins indische Alang ging.

## Geschichte
Die Mashu wurde am 15. Dezember 1972 unter der Baunummer 254 in der Werft von Naikai Shipbuilding in Setoda (heute Teil von Onomichi) auf Kiel gelegt und lief am 3. April 1973 vom Stapel. Nach ihrer Ablieferung an die in Tokio ansässige Reederei Kinkai Yusen Kaisha am 30. Juni 1973 nahm sie den Fährdienst von Tokio nach Kushiro-shi auf. Ihr jüngeres Schwesterschiff Saroma folgte 1975.
Im September 1977 beendete die Mashu nach gut vier Jahren ihren Dienst in japanischen Gewässern und wurde als Garyounis an die libysche Staatsreederei General National Maritime Transport Company verkauft. Es folgte ein Umbau des Schiffes in der Werft seines Erbauers in Setoda, bei dem unter anderem die Tonnage erhöht und die Anzahl der Passagiere von ursprünglich 300 auf 679 mehr als verdoppelt wurde. Nach der Ankunft in Libyen nahm die Fähre 1978 den Liniendienst an der libyschen Küste auf. In den Wintermonaten konnte sie zudem als Pilgerschiff eingesetzt werden. Ihr Heimathafen war Bengasi.
1993 und 1996 folgten Umbauten an der Garyounis, ehe sie im April 2000 ausgemustert und in Valletta aufgelegt wurde. Nach mehr als vier Jahren Liegezeit ging das Schiff im Juli 2004 unter dem Namen Dubai Coast 1 an Golden Flag Marine mit Sitz in Panama, kam aber nicht wieder in Fahrt und traf wenig später am 21. September 2004 zum Abbruch bei den Abwrackwerften von Alang ein.